# Danshui He
Danshui He (chiń. 淡水河; pinyin Dànshuǐ Hé; Wade-Giles Tan-shui Ho; pe̍h-ōe-jī Tām-súi Hô) – rzeka w północnej części Tajwanu. Jej źródła znajdują się na górze Pintian Shan.
Uchodzi do wód Cieśniny Tajwańskiej. Ma długość 159 km, a powierzchnia jej dorzecza wynosi 2726 km² i obejmuje miasta Taoyuan oraz Tajpej i Nowe Tajpej.